# Mateusz Zachara
Mateusz Zachara (Częstochowa, 27 marzo 1990) è un calciatore polacco, attaccante del Myszków.

## Carriera

### Nazionale
Il 18 gennaio 2014 ha esordito in nazionale nell'amichevole Polonia-Norvegia (3-0), entrando negli ultimi minuti al posto di Michał Masłowski.